# Vestvågøy
Gmina Vestvågøy (norw. Vestvågøy kommune) – norweska gmina leżąca w regionie Nordland. Jej siedzibą jest miasto Leknes.
Vestvågøy jest 233. norweską gminą pod względem powierzchni.

## Demografia
Według danych z roku 2005 gminę zamieszkuje 10 764 osób, gęstość zaludnienia wynosi 25,53 os./km². Pod względem zaludnienia Vestvågøy zajmuje 96. miejsce wśród norweskich gmin.
| ludność stan na 1 stycznia 2005 |         |           |        |
|                                 | kobiety | mężczyźni | razem  |
| osób                            | 5366    | 5398      | 10 764 |
| %                               | 49,85%  | 50,15%    | 100%   |

| wykształcenie stan na 1 października 2004 |        |         |        |        |
|                                           | podst. | średnie | wyższe | niezn. |
| osób                                      | 2376   | 4515    | 1284   | 234    |
| %                                         | 28,26% | 53,69%  | 15,27% | 2,78%  |

## Edukacja
Według danych z 1 października 2004:
- liczba szkół podstawowych (norw. grunnskolar): 10
- liczba uczniów szkół podst.: 1608

## Władze gminy
Według danych na rok 2011 administratorem gminy (norw. rådmann) jest Johnny Kvalø, natomiast burmistrzem (norw. ordfører, d. borgermester) jest Jonny Finstad.

Vestvagøy
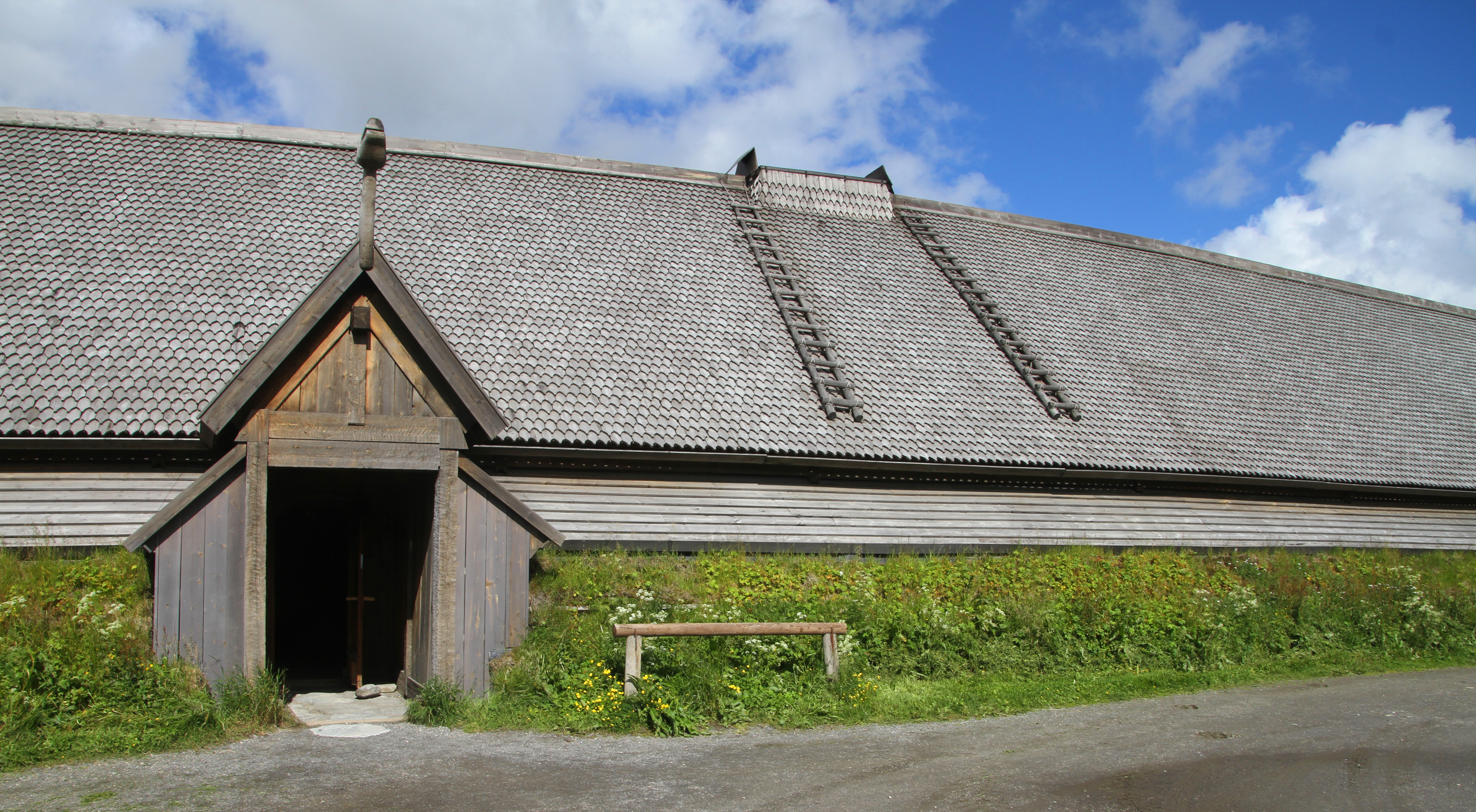
Borg
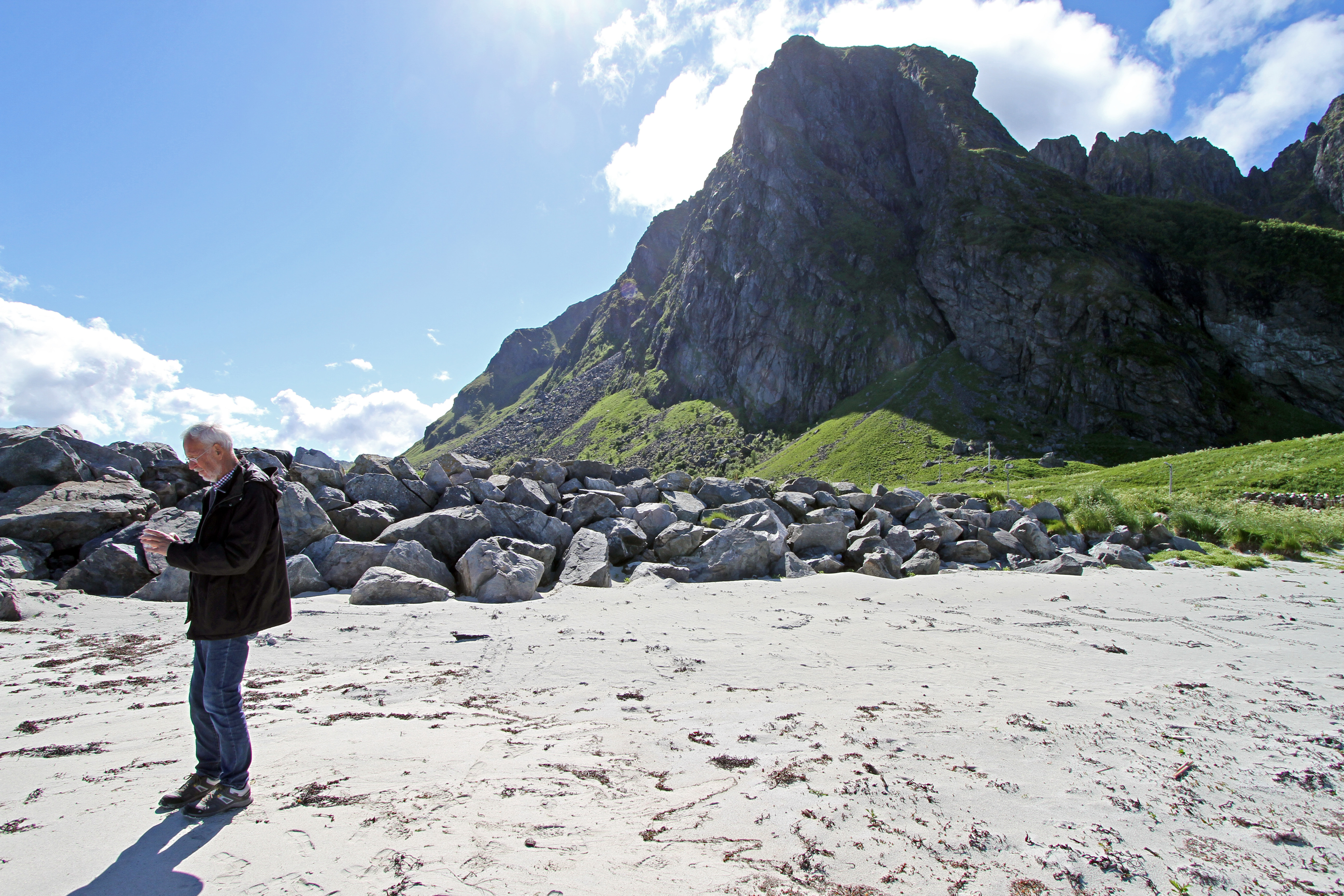
Eggum
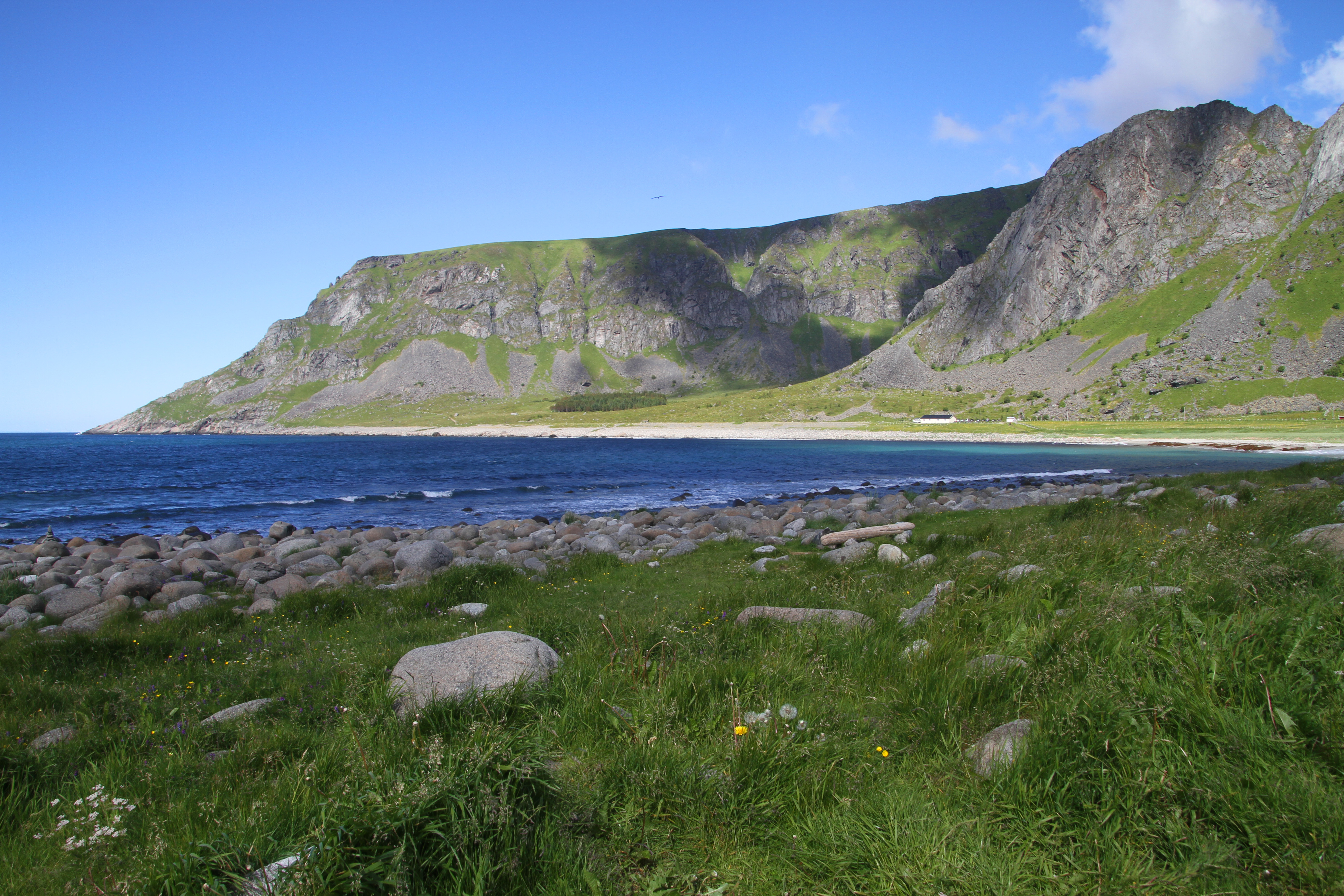
Unstad
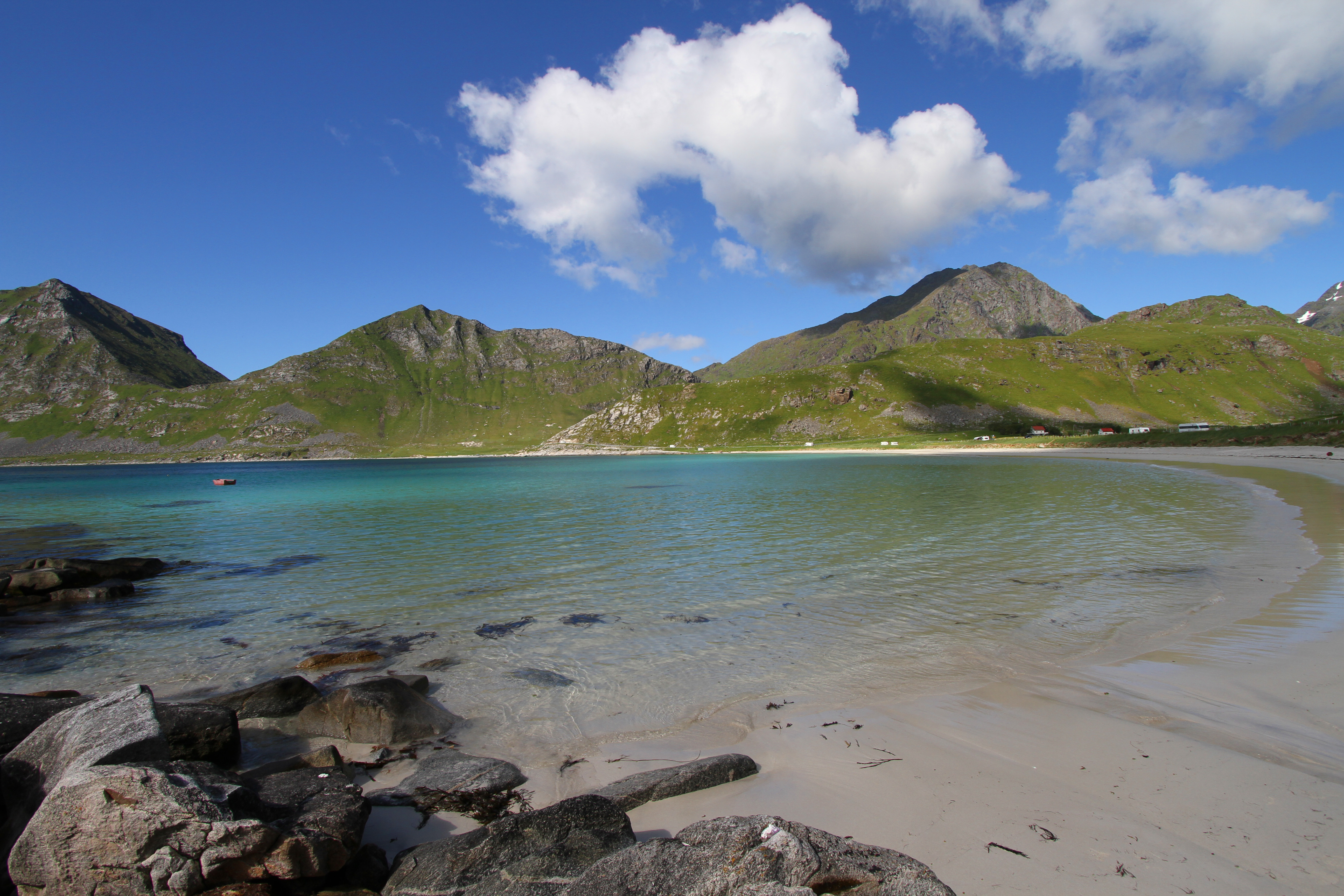
Haukland
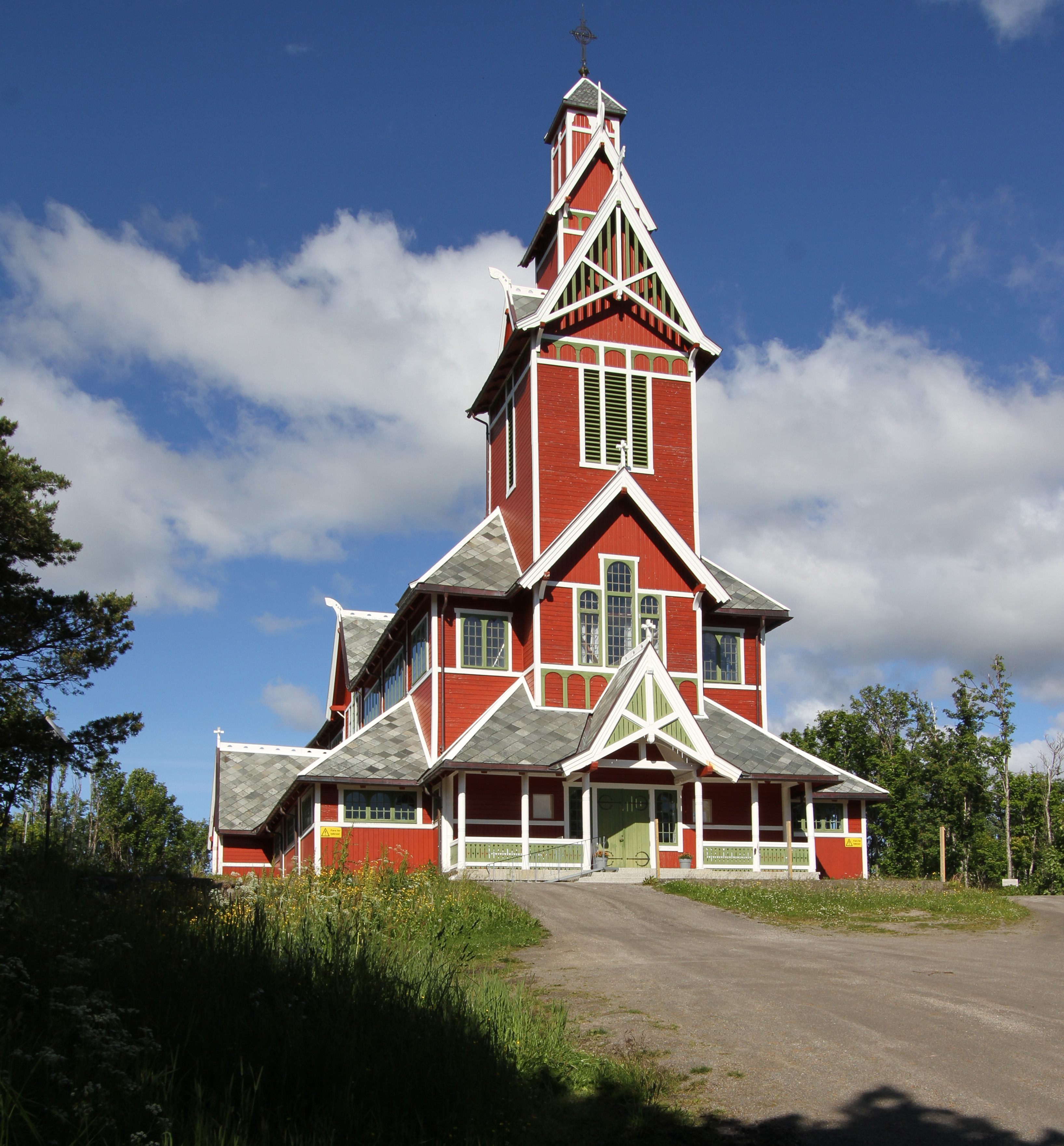
Gravdal
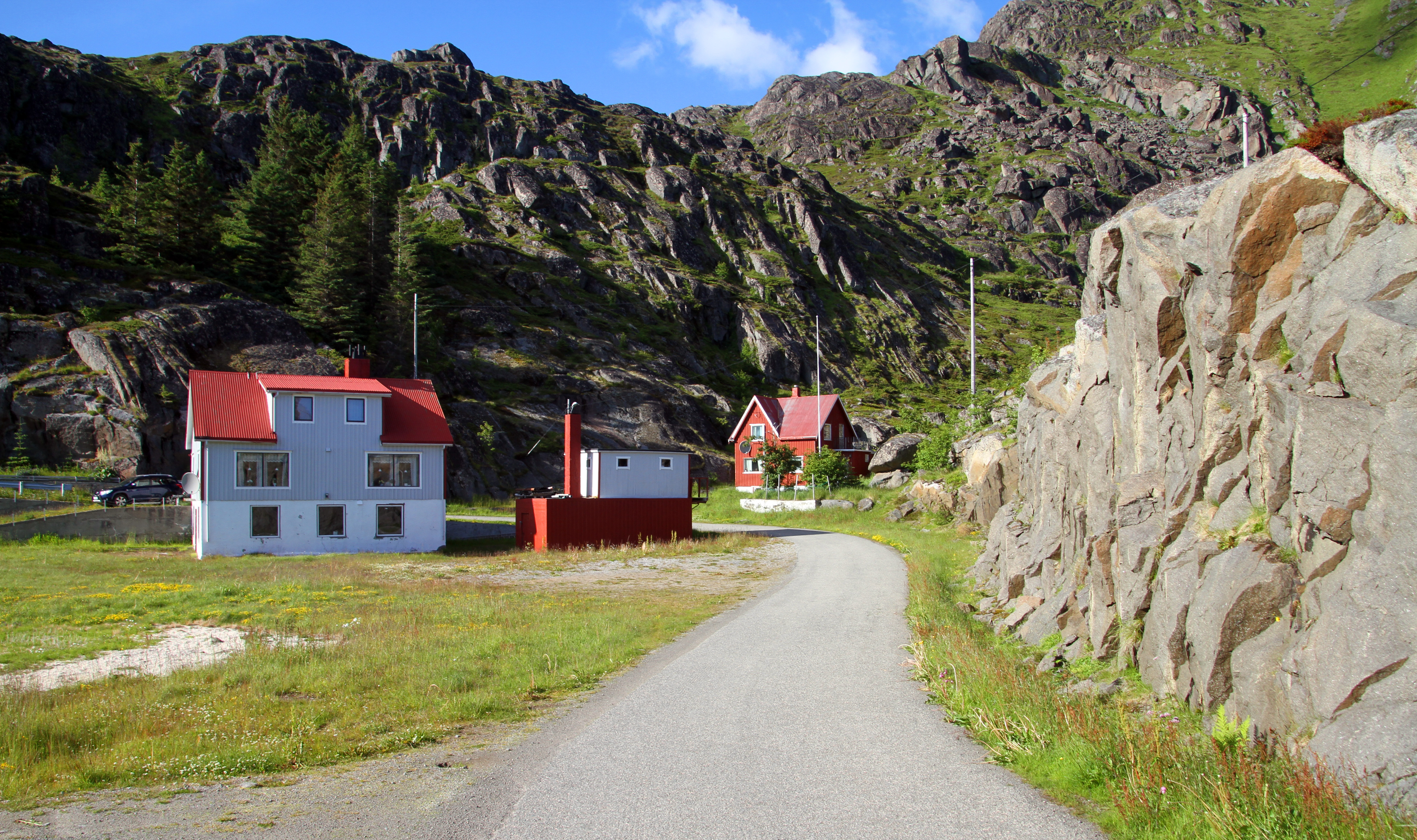
Mortsund
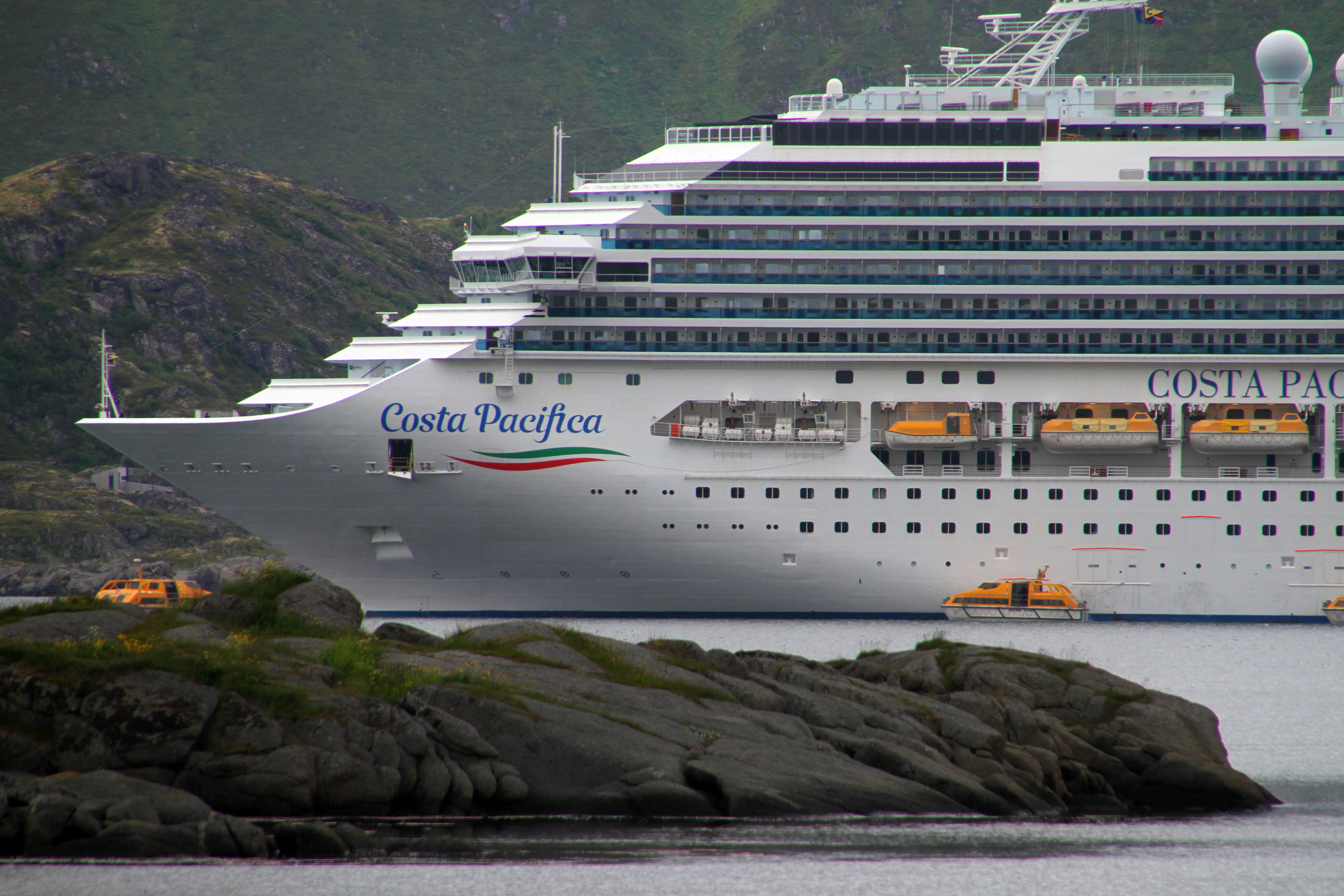
Leknes
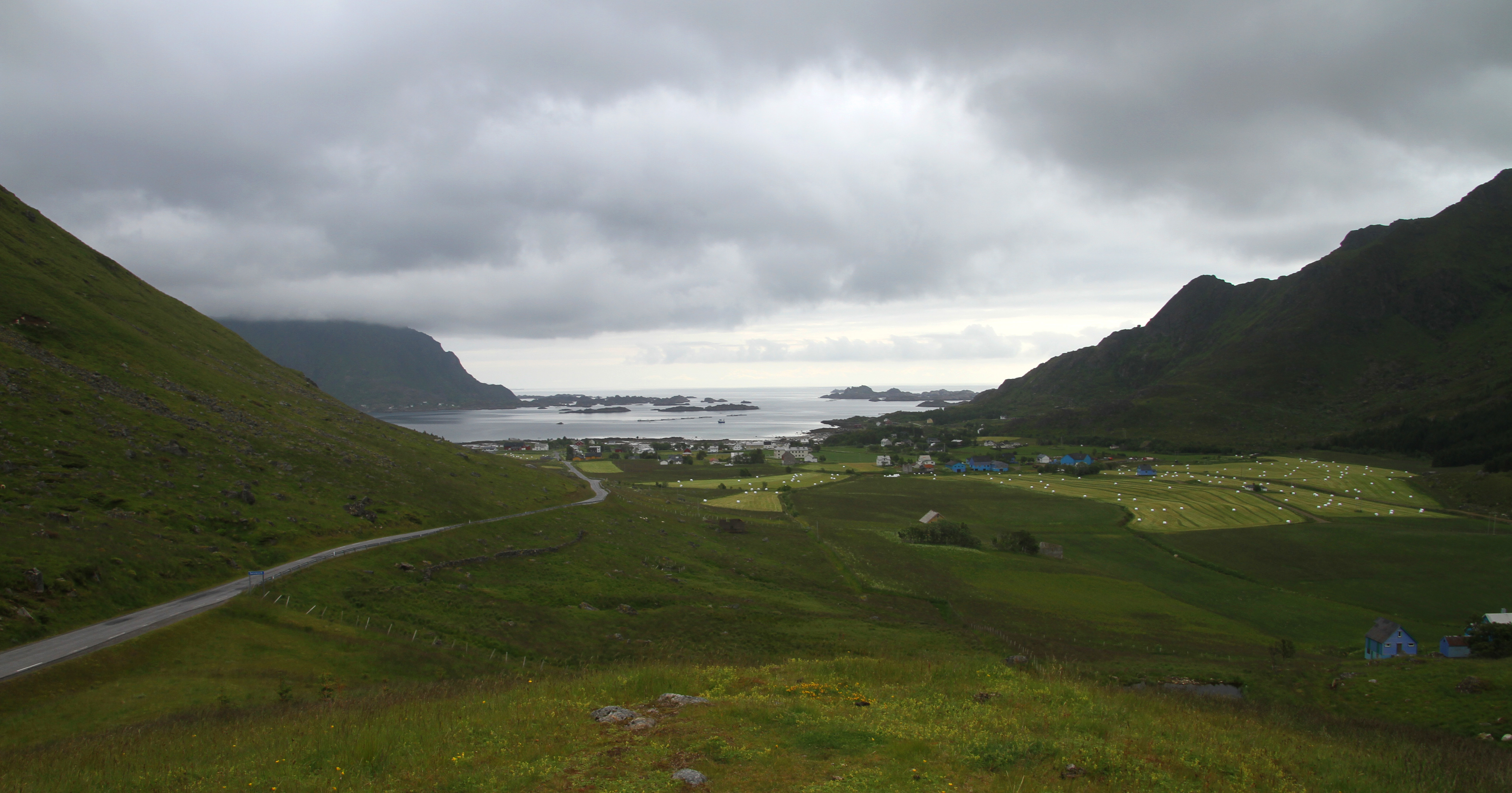
Sennesvik
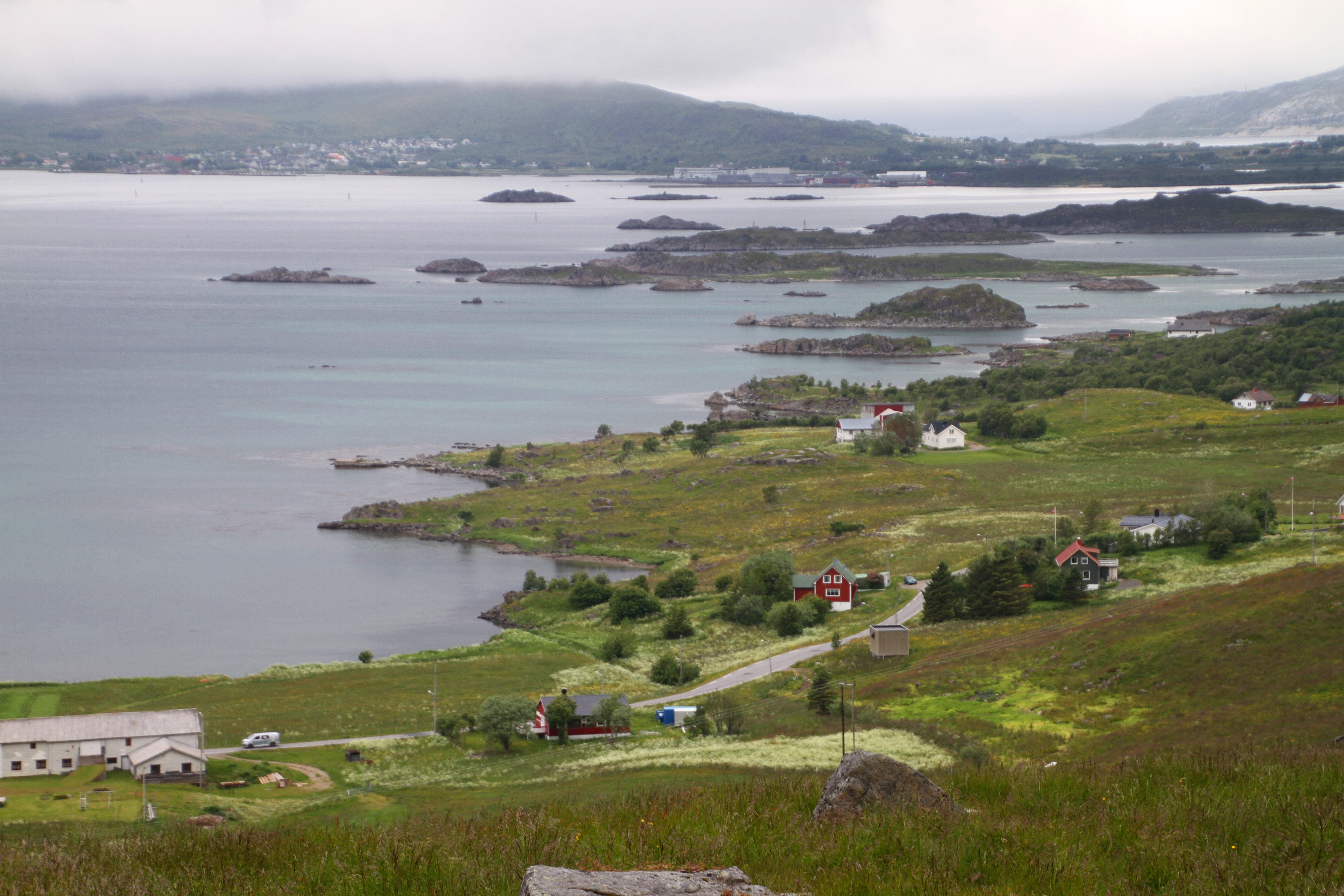
Ramsvik
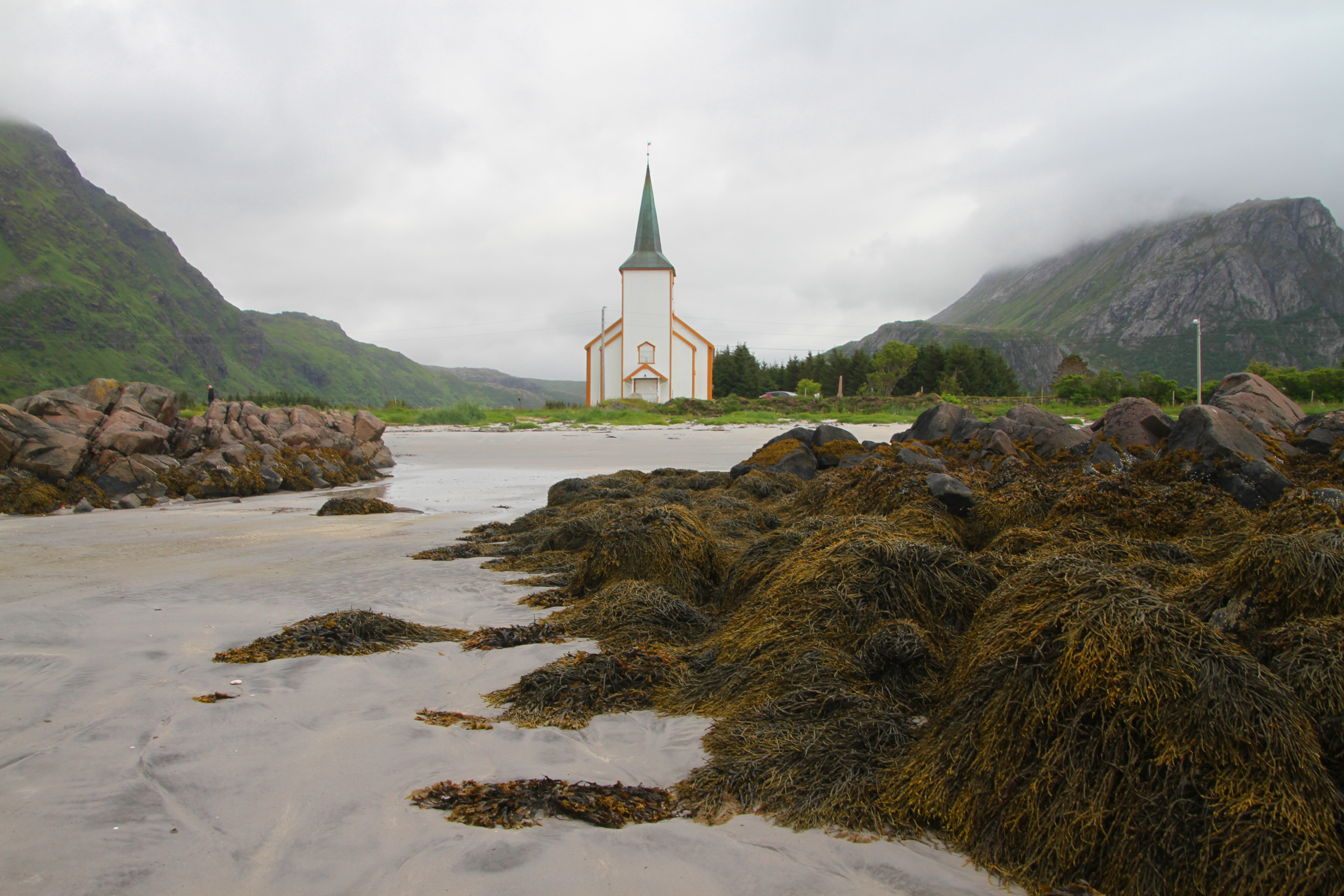
Valberg